# General Atomics MQ-1C Grey Eagle
Il General Atomics MQ-1C Gray Eagle (precedentemente chiamato Warrior, o anche Sky Warrior) è un aeromobile a pilotaggio remoto (APR) multifunzione a raggio esteso realizzato dall'azienda statunitense General Atomics attualmente in servizio con l'United States Army. È una versione migliorata del RQ-1 Predator.

## Storia

### Sviluppo
Nel 2002 l'esercito statunitense ha indetto una gara per la progettazione di un APR multifunzione a raggio esteso, per rimpiazzare il MQ-5 Hunter. Due aerei riuscirono ad entrare nella competizione, una versione migliorata del MQ-5 Hunter, ed il Warrior. Nell'agosto 2005, l'esercito annunciò il Warrior come vincitore e vinse un contratto da 214 milioni di dollari per lo sviluppo e la dimostrazione. L'esercito intendeva produrre 11 sistemi Warrior, ognuno dei quali aveva 12 APR e 5 stazioni di controllo a terra. Con una spesa totale del programma di un miliardo di dollari. L'aereo è entrato in servizio nel 2009 ed è stato dichiarato operativo l'anno seguente con il primo rischieramento all'estero.
L'esercito ha designato il Warrior MQ-12, ma il Dipartimento della difesa statunitense gli diede invece la denominazione MQ-1C.

## Descrizione tecnica
L'MQ-1C Gray Eagle è un APR a media altitudine a lungo raggio, (Medium Altitude Long Endurance - MALE) caratterizzato, rispetto al suo predecessore, da una maggiore apertura alare ed è mosso da un motore Thielert "Centurion", che gli consente migliori prestazioni ad elevate altitudini (è essenzialmente un motore a pistoni/diesel che brucia propellente per motori jet). È in grado di operare per 36 ore ad altitudini superiori a 7 600 m, con un raggio operativo di 400 km.
Il muso dell'aereo è stato allargato per ospitare un radar ad apertura sintetica, un sistema d'indicatore di movimento a terra (Ground Moving Target Indicator, SAR-GMTI), ed è anche equipaggiato con un sistema di inquadramento multi-spettrale (AN/AAS-52 Multi-spectral Targeting System) (MTS) sotto il muso. L'aereo può trasportare un carico di apparecchiature elettroniche da 360 kg ed essere armato con 4 missili AGM-114 Hellfire e bombe guidate GBU-44/B Viper Strike.

## Utilizzatori
Stati Uniti
- United States Army

 Italia
- Aeronautica Militare Italiana